# Soupisky mužstev na mistrovství světa ve fotbale 2014 (skupina B)
Toto je soupiska čtyř mužstev skupiny B na Mistrovství světa ve fotbale 2014.

## Austrálie
- Konečná nominace proběhla 3. června 2014 a bylo v ní nominováno celkem 23 fotbalistů.[1]

| Č.        | Jméno              | Datum narození             | Klub                        | Zápasy (góly) | Na MS    | Na MS    | Na MS    | Na MS    | Na MS    |          |
| Č.        | Jméno              | Datum narození             | Klub                        | Zápasy (góly) | Z        | G        | ŽK       | ČK       | min.     |          |
| Brankáři  | Brankáři           | Brankáři                   | Brankáři                    | Brankáři      | Brankáři | Brankáři | Brankáři | Brankáři | Brankáři | Brankáři |
| --------- | ------------------ | -------------------------- | --------------------------- | ------------- | -------- | -------- | -------- | -------- | -------- | -------- |
| 1         | Mathew Ryan        | 8. dubna 1992 (22 let)     | Club Brugge KV              | 7 (0)         | 3        | 0        | 0        | 0        | 270      |          |
| 12        | Mitchell Langerak  | 22. srpna 1988 (25 let)    | Borussia Dortmund           | 3 (0)         | 0        | 0        | 0        | 0        | 0        |          |
| 18        | Eugene Galekovic   | 12. června 1981 (33 let)   | Adelaide United FC          | 8 (0)         | 0        | 0        | 0        | 0        | 0        |          |
| Obránci   |                    |                            |                             |               |          |          |          |          |          |          |
| 2         | Ivan Franjic       | 10. září 1987 (26 let)     | Brisbane Roar FC            | 9 (0)         | 1        | 0        | 0        | 0        | 49       |          |
| 3         | Jason Davidson     | 29. června 1991 (22 let)   | Heracles Almelo             | 7 (0)         | 3        | 0        | 0        | 0        | 270      |          |
| 6         | Matthew Spiranovic | 27. června 1988 (25 let)   | Western Sydney Wanderers FC | 18 (0)        | 3        | 0        | 1        | 0        | 270      |          |
| 8         | Bailey Wright      | 28. července 1992 (21 let) | Preston North End FC        | 0 (0)         | 0        | 0        | 0        | 0        | 0        |          |
| 19        | Ryan McGowan       | 15. srpna 1989 (24 let)    | Šan-tung Lu-neng Tchaj-šan  | 9 (0)         | 3        | 0        | 0        | 0        | 221      |          |
| 22        | Alex Wilkinson     | 13. srpna 1984 (29 let)    | Čonbuk Hyundai Motors       | 3 (0)         | 3        | 0        | 0        | 0        | 270      |          |
| Záložníci |                    |                            |                             |               |          |          |          |          |          |          |
| 5         | Mark Milligan      | 4. srpna 1985 (28 let)     | Melbourne Victory FC        | 29 (2)        | 1        | 0        | 1        | 0        | 90       |          |
| 11        | Tommy Oar          | 10. prosince 1991 (22 let) | FC Utrecht                  | 15 (1)        | 3        | 0        | 0        | 0        | 206      |          |
| 13        | Oliver Bozanic     | 8. ledna 1989 (25 let)     | FC Luzern                   | 3 (0)         | 2        | 0        | 0        | 0        | 110      |          |
| 14        | James Troisi       | 3. července 1988 (25 let)  | Melbourne Victory FC        | 11 (1)        | 2        | 0        | 0        | 0        | 41       |          |
| 15        | Mile Jedinak –     | 3. srpna 1984 (29 let)     | Crystal Palace FC           | 44 (4)        | 3        | 1        | 2        | 0        | 270      |          |
| 16        | James Holland      | 15. května 1989 (25 let)   | FK Austria Vídeň            | 14 (0)        | 0        | 0        | 0        | 0        | 0        |          |
| 17        | Matthew McKay      | 11. ledna 1983 (31 let)    | Brisbane Roar FC            | 47 (1)        | 2        | 0        | 0        | 0        | 180      |          |
| 20        | Dario Vidošić      | 8. dubna 1987 (27 let)     | FC Sion                     | 23 (2)        | 0        | 0        | 0        | 0        | 0        |          |
| 21        | Massimo Luongo     | 25. září 1992 (21 let)     | Swindon Town FC             | 1 (0)         | 0        | 0        | 0        | 0        | 0        |          |
| 23        | Mark Bresciano     | 11. února 1980 (34 let)    | bez angažmá                 | 74 (13)       | 3        | 0        | 0        | 0        | 148      |          |
| Útočníci  |                    |                            |                             |               |          |          |          |          |          |          |
| 4         | Tim Cahill         | 6. prosince 1979 (34 let)  | New York Red Bulls          | 69 (32)       | 2        | 2        | 2        | 0        | 160      |          |
| 7         | Mathew Leckie      | 4. února 1991 (23 let)     | FSV Frankfurt               | 8 (1)         | 3        | 0        | 0        | 0        | 270      |          |
| 9         | Adam Taggart       | 2. června 1993 (21 let)    | Newcastle Jets FC           | 5 (3)         | 2        | 0        | 0        | 0        | 58       |          |
| 10        | Ben Halloran       | 14. června 1992 (21 let)   | Fortuna Düsseldorf          | 2 (0)         | 3        | 0        | 0        | 0        | 87       |          |
| Trenér    |                    |                            |                             |               |          |          |          |          |          |          |
|           | Ange Postecoglou   | 27. srpna 1965 (48 let)    |                             | 4 (1 výhra)   |          |          |          |          |          |          |

## Chile
- Nominace proběhla 1. června 2014 a bylo v ní nominováno celkem 23 fotbalistů.[2]

| Č.        | Jméno                 | Datum narození              | Klub                          | Zápasy (góly) | Na MS    | Na MS    | Na MS    | Na MS    | Na MS    |          |
| Č.        | Jméno                 | Datum narození              | Klub                          | Zápasy (góly) | Z        | G        | ŽK       | ČK       | min.     |          |
| Brankáři  | Brankáři              | Brankáři                    | Brankáři                      | Brankáři      | Brankáři | Brankáři | Brankáři | Brankáři | Brankáři | Brankáři |
| --------- | --------------------- | --------------------------- | ----------------------------- | ------------- | -------- | -------- | -------- | -------- | -------- | -------- |
| 1         | Claudio Bravo –       | 13. dubna 1983 (31 let)     | Real Sociedad                 | 79 (0)        | 4        | 0        | 0        | 0        | 390      |          |
| 12        | Cristopher Toselli    | 22. června 1988 (25 let)    | CD Universidad Católica       | 4 (0)         | 0        | 0        | 0        | 0        | 0        |          |
| 23        | Johnny Herrera        | 9. května 1981 (33 let)     | Club Universidad de Chile     | 8 (0)         | 0        | 0        | 0        | 0        | 0        |          |
| Obránci   |                       |                             |                               |               |          |          |          |          |          |          |
| 2         | Eugenio Mena          | 18. července 1988 (25 let)  | Santos FC                     | 25 (0)        | 4        | 0        | 2        | 0        | 390      |          |
| 3         | Miiko Albornoz        | 3. listopadu 1990 (23 let)  | Malmö FF                      | 2 (0)         | 0        | 0        | 0        | 0        | 0        |          |
| 13        | José Rojas            | 3. června 1983 (31 let)     | Club Universidad de Chile     | 19 (0)        | 1        | 0        | 0        | 0        | 12       |          |
| 17        | Gary Medel            | 3. srpna 1987 (26 let)      | Cardiff City FC               | 61 (0)        | 4        | 0        | 0        | 0        | 378      |          |
| 18        | Gonzalo Jara          | 29. srpna 1985 (28 let)     | Nottingham Forest FC          | 65 (0)        | 4        | 0        | 0        | 0        | 390      |          |
| Záložníci |                       |                             |                               |               |          |          |          |          |          |          |
| 4         | Mauricio Isla         | 12. června 1988 (26 let)    | Juventus FC                   | 47 (0)        | 4        | 0        | 0        | 0        | 390      |          |
| 5         | Francisco Silva       | 11. února 1986 (28 let)     | CA Osasuna                    | 12 (0)        | 3        | 0        | 2        | 0        | 280      |          |
| 6         | Carlos Carmona        | 21. února 1987 (27 let)     | Atalanta BC                   | 44 (0)        | 1        | 0        | 0        | 0        | 2        |          |
| 8         | Arturo Vidal          | 22. května 1987 (27 let)    | Juventus FC                   | 54 (0)        | 3        | 0        | 1        | 0        | 235      |          |
| 10        | Jorge Valdivia        | 3. října 1983 (30 let)      | Sociedade Esportiva Palmeiras | 57 (0)        | 3        | 1        | 0        | 0        | 93       |          |
| 14        | Fabián Orellana       | 27. ledna 1986 (28 let)     | Celta de Vigo                 | 26 (0)        | 0        | 0        | 0        | 0        | 0        |          |
| 15        | Jean Beausejour       | 3. června 1984 (30 let)     | Wigan Athletic FC             | 59 (0)        | 2        | 1        | 0        | 0        | 67       |          |
| 16        | Felipe Gutiérrez      | 8. října 1990 (23 let)      | FC Twente                     | 18 (0)        | 4        | 0        | 0        | 0        | 164      |          |
| 19        | José Pedro Fuenzalida | 22. února 1985 (29 let)     | Colo-Colo                     | 23 (0)        | 0        | 0        | 0        | 0        | 0        |          |
| 20        | Charles Aránguiz      | 17. dubna 1989 (25 let)     | Sport Club Internacional      | 21 (0)        | 4        | 1        | 1        | 0        | 364      |          |
| 21        | Marcelo Díaz          | 30. prosince 1986 (27 let)  | FC Basilej                    | 9 (0)         | 4        | 0        | 0        | 0        | 390      |          |
| Útočníci  |                       |                             |                               |               |          |          |          |          |          |          |
| 7         | Alexis Sánchez        | 19. prosince 1988 (25 let)  | FC Barcelona                  | 67 (0)        | 4        | 2        | 0        | 0        | 390      |          |
| 9         | Mauricio Pinilla      | 4. února 1984 (30 let)      | Cagliari Calcio               | 27 (0)        | 3        | 0        | 1        | 0        | 44       |          |
| 11        | Eduardo Vargas        | 20. listopadu 1989 (24 let) | Valencia CF                   | 30 (0)        | 4        | 1        | 0        | 0        | 311      |          |
| 22        | Esteban Paredes       | 1. srpna 1980 (33 let)      | Colo-Colo                     | 35 (0)        | 0        | 0        | 0        | 0        | 0        |          |
| Trenér    |                       |                             |                               |               |          |          |          |          |          |          |
|           | Jorge Sampaoli        | 13. března 1960 (54 let)    |                               | 18 (12 výher) |          |          |          |          |          |          |

## Nizozemsko
- Konečná nominace proběhla 31. května 2014 a bylo v ní nominováno celkem 23 fotbalistů.[3]

| Č.        | Jméno               | Datum narození              | Klub                 | Zápasy (góly) | Na MS    | Na MS    | Na MS    | Na MS    | Na MS    |          |
| Č.        | Jméno               | Datum narození              | Klub                 | Zápasy (góly) | Z        | G        | ŽK       | ČK       | min.     |          |
| Brankáři  | Brankáři            | Brankáři                    | Brankáři             | Brankáři      | Brankáři | Brankáři | Brankáři | Brankáři | Brankáři | Brankáři |
| --------- | ------------------- | --------------------------- | -------------------- | ------------- | -------- | -------- | -------- | -------- | -------- | -------- |
| 1         | Jasper Cillessen    | 22. dubna 1989 (25 let)     | AFC Ajax             | 8 (0)         | 7        | 0        | 0        | 0        | 690      |          |
| 22        | Michel Vorm         | 20. října 1983 (30 let)     | Swansea City AFC     | 14 (0)        | 1        | 0        | 0        | 0        | 1        |          |
| 23        | Tim Krul            | 3. dubna 1988 (26 let)      | Newcastle United FC  | 5 (0)         | 1        | 0        | 0        | 0        | 1        |          |
| Obránci   |                     |                             |                      |               |          |          |          |          |          |          |
| 2         | Ron Vlaar           | 16. února 1985 (29 let)     | Aston Villa FC       | 24 (1)        | 7        | 0        | 0        | 0        | 690      |          |
| 3         | Stefan de Vrij      | 5. února 1992 (22 let)      | Feyenoord            | 12 (0)        | 7        | 1        | 1        | 0        | 677      |          |
| 4         | Bruno Martins Indi  | 8. února 1992 (22 let)      | Feyenoord            | 16 (2)        | 6        | 0        | 2        | 0        | 457      |          |
| 5         | Daley Blind         | 9. března 1990 (24 let)     | AFC Ajax             | 12 (0)        | 7        | 1        | 1        | 0        | 670      |          |
| 7         | Daryl Janmaat       | 22. července 1989 (24 let)  | Feyenoord            | 16 (0)        | 5        | 0        | 0        | 0        | 365      |          |
| 12        | Paul Verhaegh       | 1. září 1983 (30 let)       | FC Augsburg          | 2 (0)         | 1        | 0        | 0        | 0        | 56       |          |
| 13        | Joël Veltman        | 15. ledna 1992 (22 let)     | AFC Ajax             | 2 (0)         | 2        | 0        | 0        | 0        | 14       |          |
| 14        | Terence Kongolo     | 14. února 1994 (20 let)     | Feyenoord            | 1 (0)         | 1        | 0        | 0        | 0        | 2        |          |
| Záložníci |                     |                             |                      |               |          |          |          |          |          |          |
| 6         | Jonathan de Guzmán  | 13. září 1987 (26 let)      | Swansea City AFC     | 10 (0)        | 3        | 0        | 2        | 0        | 230      |          |
| 8         | Nigel de Jong       | 30. listopadu 1984 (29 let) | AC Milán             | 71 (1)        | 5        | 0        | 0        | 0        | 341      |          |
| 10        | Wesley Sneijder     | 9. června 1984 (30 let)     | Galatasaray SK       | 99 (26)       | 6        | 1        | 0        | 0        | 585      |          |
| 16        | Jordy Clasie        | 27. června 1991 (22 let)    | Feyenoord            | 8 (0)         | 2        | 0        | 0        | 0        | 148      |          |
| 18        | Leroy Fer           | 5. ledna 1990 (24 let)      | Norwich City FC      | 6 (0)         | 1        | 1        | 0        | 0        | 15       |          |
| 20        | Georginio Wijnaldum | 11. listopadu 1990 (23 let) | PSV Eindhoven        | 5 (1)         | 7        | 1        | 0        | 0        | 550      |          |
| Útočníci  |                     |                             |                      |               |          |          |          |          |          |          |
| 9         | Robin van Persie –  | 6. srpna 1983 (30 let)      | Manchester United FC | 85 (43)       | 6        | 4        | 2        | 0        | 548      |          |
| 11        | Arjen Robben        | 23. ledna 1984 (30 let)     | FC Bayern Mnichov    | 75 (23)       | 7        | 3        | 1        | 0        | 690      |          |
| 15        | Dirk Kuijt          | 22. července 1980 (33 let)  | Fenerbahçe SK        | 98 (24)       | 5        | 0        | 0        | 0        | 509      |          |
| 17        | Jeremain Lens       | 24. listopadu 1987 (26 let) | FK Dynamo Kyjev      | 22 (8)        | 4        | 0        | 0        | 0        | 127      |          |
| 19        | Klaas-Jan Huntelaar | 12. srpna 1983 (30 let)     | FC Schalke 04        | 62 (34)       | 3        | 1        | 2        | 0        | 52       |          |
| 21        | Memphis Depay       | 13. února 1994 (20 let)     | PSV Eindhoven        | 6 (0)         | 4        | 2        | 0        | 0        | 176      |          |
| Trenér    |                     |                             |                      |               |          |          |          |          |          |          |
|           | Louis van Gaal      | 8. srpna 1951 (62 let)      |                      | 21 (12 výher) |          |          |          |          |          |          |

## Španělsko
- Konečná nominace proběhla 31. května 2014 a bylo v ní nominováno celkem 23 fotbalistů.[4]

| Č.        | Jméno                   | Datum narození              | Klub                 | Zápasy (góly) | Na MS    | Na MS    | Na MS    | Na MS    | Na MS    |          |
| Č.        | Jméno                   | Datum narození              | Klub                 | Zápasy (góly) | Z        | G        | ŽK       | ČK       | min.     |          |
| Brankáři  | Brankáři                | Brankáři                    | Brankáři             | Brankáři      | Brankáři | Brankáři | Brankáři | Brankáři | Brankáři | Brankáři |
| --------- | ----------------------- | --------------------------- | -------------------- | ------------- | -------- | -------- | -------- | -------- | -------- | -------- |
| 1         | Iker Casillas –         | 20. května 1981 (33 let)    | Real Madrid          | 154 (0)       | 2        | 0        | 1        | 0        | 180      |          |
| 12        | David de Gea            | 7. listopadu 1990 (23 let)  | Manchester United FC | 1 (0)         | 0        | 0        | 0        | 0        | 0        |          |
| 23        | Pepe Reina              | 31. srpna 1982 (31 let)     | SSC Neapol           | 31 (0)        | 1        | 0        | 0        | 0        | 90       |          |
| Obránci   |                         |                             |                      |               |          |          |          |          |          |          |
| 2         | Raúl Albiol             | 4. září 1985 (28 let)       | SSC Neapol           | 46 (0)        | 1        | 0        | 0        | 0        | 90       |          |
| 3         | Gerard Piqué            | 2. února 1987 (27 let)      | FC Barcelona         | 60 (4)        | 1        | 0        | 0        | 0        | 90       |          |
| 5         | Juanfran                | 9. ledna 1985 (29 let)      | Atlético Madrid      | 7 (0)         | 1        | 0        | 0        | 0        | 90       |          |
| 15        | Sergio Ramos            | 30. března 1986 (28 let)    | Real Madrid          | 116 (9)       | 3        | 0        | 1        | 0        | 270      |          |
| 18        | Jordi Alba              | 21. března 1989 (25 let)    | FC Barcelona         | 26 (5)        | 3        | 0        | 0        | 0        | 270      |          |
| 22        | César Azpilicueta       | 28. srpna 1989 (24 let)     | Chelsea FC           | 6 (0)         | 2        | 0        | 0        | 0        | 180      |          |
| Záložníci |                         |                             |                      |               |          |          |          |          |          |          |
| 4         | Javi Martínez           | 2. září 1988 (25 let)       | FC Bayern Mnichov    | 17 (0)        | 1        | 0        | 0        | 0        | 90       |          |
| 6         | Andrés Iniesta          | 11. května 1984 (30 let)    | FC Barcelona         | 96 (12)       | 3        | 0        | 0        | 0        | 270      |          |
| 8         | Xavi                    | 25. ledna 1980 (34 let)     | FC Barcelona         | 132 (13)      | 1        | 0        | 0        | 0        | 90       |          |
| 10        | Cesc Fàbregas           | 4. května 1987 (27 let)     | Chelsea FC           | 89 (13)       | 2        | 0        | 0        | 0        | 34       |          |
| 14        | Xabi Alonso             | 25. listopadu 1981 (32 let) | Real Madrid          | 110 (15)      | 3        | 1        | 1        | 0        | 190      |          |
| 16        | Sergio Busquets         | 16. července 1988 (25 let)  | FC Barcelona         | 65 (0)        | 2        | 0        | 0        | 0        | 180      |          |
| 17        | Koke                    | 8. ledna 1992 (22 let)      | Atlético Madrid      | 8 (0)         | 2        | 0        | 0        | 0        | 135      |          |
| 20        | Santi Cazorla           | 13. prosince 1984 (29 let)  | Arsenal FC           | 63 (10)       | 2        | 0        | 0        | 0        | 82       |          |
| 21        | David Silva             | 8. ledna 1986 (28 let)      | Manchester City FC   | 80 (20)       | 3        | 0        | 0        | 0        | 175      |          |
| Útočníci  |                         |                             |                      |               |          |          |          |          |          |          |
| 7         | David Villa             | 3. prosince 1981 (32 let)   | Melbourne City FC    | 95 (58)       | 1        | 1        | 0        | 0        | 56       |          |
| 9         | Fernando Torres         | 20. března 1984 (30 let)    | Chelsea FC           | 107 (37)      | 3        | 1        | 0        | 0        | 144      |          |
| 11        | Pedro Rodríguez Ledesma | 28. července 1987 (26 let)  | FC Barcelona         | 39 (14)       | 2        | 0        | 0        | 0        | 104      |          |
| 32        | Juan Manuel Mata        | 28. dubna 1988 (26 let)     | Manchester United FC | 32 (9)        | 1        | 1        | 0        | 0        | 34       |          |
| 19        | Diego Costa             | 7. října 1988 (25 let)      | Atlético Madrid      | 2 (0)         | 2        | 0        | 0        | 0        | 126      |          |
| Trenér    |                         |                             |                      |               |          |          |          |          |          |          |
|           | Vicente del Bosque      | 23. prosince 1950 (63 let)  |                      | 87 (71 výher) |          |          |          |          |          |          |